# Nadja Glenzke
Nadja Glenzke(Berlim, 25 de agosto de 1995) é uma ex-voleibolista indoor e jogadora de vôlei de praia alemã, competindo nesta modalidade sagrou-se medalhista de ouro na Letônia em 2017.

## Carreira
Na jornada esportiva de 2017, formava dupla com Julia Großner e conquistaram a medalha de ouro no Campeonato Europeu de Voleibol de Praia em Jūrmala.